# Frank Roy
Frank Roy (* 29. August 1958 in Motherwell) ist ein schottischer Politiker.

## Leben
Roy wurde 1958 in Motherwell geboren. Er ist seit 1977 verheiratet, Vater zweier Kinder sowie mehrfacher Großvater.
Roy besuchte die Cathedral Primary School, die St Brendan’s Primary School, die St Joseph’s High School sowie die Our Lady’s High School. Am Motherwell College erwarb er ein Higher National Certificate mit Auszeichnung und wechselte dann an die Glasgow Caledonian University, von der er einen Abschluss in Consumer and Management Studies erhielt.
Er war bis zur Werksschließung 1992 als Stahlarbeiter in den Ravenscraig Steelworks tätig. Er ist Mitglied der Gewerkschaft Iron and Steel Trades Confederation.

## Politischer Werdegang
1979 trat Roy in die Labour Party ein. Bei den Unterhauswahlen 1987 und 1992 war er als Wahlkampfhelfer für den Labour-Politiker Jeremy Bray tätig. Zwischen 1994 und 1997 war er dann persönlicher Assistent der Unterhausabgeordneten Helen Liddell.
Erstmals trat Roy bei den Unterhauswahlen 1997 zu Wahlen auf nationaler Ebene an. Er kandidierte im neugeschaffenen Wahlkreis Motherwell and Wishaw und errang dessen Mandat deutlich mit einem Stimmenanteil von 57,4 %. Bei den folgenden Wahlen 2001, 2005 und 2010 hielt Roy sein Mandat ungefährdet, bis er nach massiven Stimmverlusten bei den Unterhauswahlen 2015 aus dem House of Commons ausschied. Das Mandat ging an die SNP-Kandidatin Marion Fellows. 2010 war Roy kurzzeitig Whip der Labourfraktion im Parlament.